# شواز
شواز روستایی در دهستان نصرآباد بخش مرکزی شهرستان تفت استان یزد ایران است که در فاصله ۹۵ کیلومتری جنوب شرقی یزد در ادامه سلسله جبال شرکوه قرار دارد. پشت روستا متصل به کوه و مقابل روستا باز و منتهی به دشت وسیع است.
این روستا از آبادی‌های قدیمی یزد است. قبرستان‌های قدیمی آنچه در شواز و چه در شواز کهنه و قلعه محکم و بزرگ و مرتفع آن، دال بر کهنگی آبادی است.

## جمعیت
بر پایه سرشماری عمومی نفوس و مسکن در سال ۱۳۹۵ جمعیت این روستا ۱۰۰ نفر (۵۱خانوار) بوده است.

## زیست روستا
آنچه زیست در این منطقه را، به گذشته‌ای دور متصل می‌کند، وجود سنگ نگاره‌هایی است که در یک مطالعه تطبیقی و در مقایسه با سنگ نگاره‌های کوه ارنان (که قدمتی ۷ تا ۱۲ هزار سال دارد) مشابهتی را نشان می‌دهد که تاکنون مطالعات باستانی‌شناسی روی آن صورت نگرفته است.
موقعیت استقرار و شرایط توپوگرافی آن، که مشابهت زیادی با روستای توران پشت نیر دارد، وسعت زیاد کفه طاقستان را، تحت تسلط خود دارد و کیفیتی اساطیری را به ذهن متبادر می‌سازد. این ویژگی باعث شده که بتواند خطر هجوم غارتگران و متجاوزین را که بیشتر از سمت کفه و منطقه فارس روستا را، تهدید می‌کرده خنثی نماید و بدین وسیله دوری فاصله از مرکز و شهرهای بزرگ را جبران کند.

## تاریخ
- قلعه شواز، نماد استواری علاوه بر موقعیت استراتژیکی روستا، وجود قلعه رفیع در ارتفاع مناسب و در پیشانی روستا، ضریب دفاعی آن را دو چندان نموده است.
- ایرج افشار در کتاب یادگارهای یزد دربارهٔ این قلعه می‌گوید:”مهم‌ترین قلعه کوهستانی که در خاک یزد بنا شده، قلعه رفیع، محکم و با عظمت و خوش‌منظر شواز است. این قلعه را بر فراز صخره ای سنگی از سنگ‌های سخت رسوبی به ارتفاع یکصد متر، که از اطراف پرتگاه‌ها و خاکریزهای تند دارد، بنا کرده‌اند و قلعه زیست و زندگی بوده است، مساحت آن را ۵۰۰۰ متر مربع تخمین زده‌اند.

دیوارهای اصلی بنا از بیرون سنگی و از درون خشت است. جرزهای اتاق‌ها و سقف‌ها نیز غالباً از خشت بنا شده است و جزئی آجر در طاق سردرها به کار برده‌اند. درگاه ورودی قلعه، از آجر است. قلعه در طرف شرق گاو، پهلوی مرتفعی دارد که از آجر بنا شده است و از آن، جهت کشیدن آب استفاده می‌کرده‌اند.
در سنگی قلعه از نوع سنگ‌های رسوبی همان تپه است و پاشنه گرد آن نیز از سنگ می‌باشد. این در بعد از مرمت قلعه توسط میراث فرهنگی به داخل قلعه منتقل شده و به جای آن یک درب چوبی نصب شده است. سقف یکی از اتاق‌های قلعه، با تیرهای چوبی از جنس چوب سنجد، پوشیده شده است.
این چوب نسبت به انواع دیگر از مقاومت و استحکام در برابر فرسودگی، رطوبت و موریانه خوردگی برخوردار است. مصالح این قلعه از سنگ، خشت و گل است.
ملاط‌ها از جنس گل و گاه با کاه خرد شده و ریگ اندود و دیوارها از گل است. خشت‌ها به لحاظ ساخت و فرم نیز سه گونه است.
مهم‌ترین قلعه کوهستانی که در خاک یزد بنا شده، قلعه رفیع، محکم و با عظمت و خوش‌منظر شواز است.
از ویژگی‌های دیگر این قلعه، داشتن برج‌هایی برای دیدبانی و حفاظت از قلعه است که قسمت‌هایی از آن با سنگ ازاره و خشت ساخته شده است.
اما نکته قابل توجهی که در مورد این برج‌ها وجود دارد، ساخت آنها است. به نحوی که پس از ساخت برج با خشت، نمای آن را جهت استحکام بخشی و افزایش مقاومت در برابر حملات و تهاجم بیگانگان با سنگ کار شده است.
- به اعتقاد دکتر جنیدی صاحب نظر در فرهنگ و تمدن پیش از اسلام، این شیوه برج سازی اقتباسی از فرهنگ ساسانیان و متعلق به معماری آن دوره است. از خصوصیات بارز قلعه سنگی شواز وجود قوس‌ها متعلق به دوران پیش از اسلام است. برخی از قوس‌ها ی این دژ، حالتی میان قوس دایره ای اشکانی، ساسانی و جناقی پس از اسلام را دارند که نمونه آن در محل گنجینه آتشکده آذر گشب نیز دیده شده است. بر بدنه سنگی یکی از دیوارهای داخل قلعه، سنگ نبشته ای متعلق به قرن ۶ کشف شده که تاکنون در هیچ منبعی به آن اشاره نشده است.

این سنگ نبشته در عین اینکه هنرمندانه نیست بسیار ابتدایی و با نوشتارهای بدترکیب بر روی هم و در مکانی که در معرض دید همگان نیست به شیوه نامناسب کتابت و حجاری شده است.
- براساس مطالعاتی که بر روی سنگ نبشته‌های اسلامی استان صورت گرفته هنوز کتیبه ای متعلق به قرن ۶ در بنایی (قلعه، مسجد، مدرسه و…) که به اصطلاح کتبیه ساخت باشد، دیده نشده است. تمام کتبیه‌های بررسی شده متعلق به قرن ۶ مربوط به سنگ قبر و سنگ محراب است، که نمونه‌های آن نیز در قبرستان شواز موجود می‌باشد. اما سنگ نبشته مکشوفه داخل قلعه، منحصر به فرد است و در تعیین تاریخ قلعه، دارای اهمیت است. به اعتقاد دکتر جنیدی همان‌طور که برجهای ساسانی جهت استحکام بخشی و افزایش توان دفاعی با سنگ نماسازی می‌شده‌اند این قلعه نیز به شیوه معماری ساسانی ساخته شده است. چند قطعه سفال خاکستری مکشوفه داخل قلعه که دو قطعه آن با تزیین به شیوه کنده است احتمالاً از نوع سفال‌های خاکستری دوره تاریخی می‌باشند. وجود چند مغازه در داخل قلعه که در دل سنگ کنده شده‌اند حکایت از قدمت آبادی و شواز کهنه محلی است.
- قبرستان شواز، از قبرستان‌های عجیب در خاک یزد است. بالای سر وپایین سر قبرها دو تخته سنگ نتراشیده و زمخت و کلفت و پهن به‌طور عمودی در زمین نصب شده و حدود نیم متر از زمین ارتفاع دارد. بر این سنگ‌ها هیچگونه مطلبی نقش نشده است. نمای عمومی قبرستان و ترتیب و رنگ سنگ‌ها و رنگ تیرگی آنها حکایت از کهنگی قبرستان دارد.

این قسمت از قبرستان، کهنه تر از قبرهایی است که دارای سنگهای مورخ قرن ۶ تا ۸ هجری است. اهم سنگ قبرهای نوشته دار قبرستان به خط نسخ بر روی سنگ‌ها نامنظم سیاه رنگ طبیعی است. تعدادی هم سنگ قبرهای مرمر از قرن ۱۰ و ۱۱ هجری نیز به دست آمده است.
این قبرستان در حال حاضر روبه تخریب کامل است و اکثر قبرهای آن توسط افراد غیربومی که به دنبال یافتن اشیا» عتیقه و قدیمی در آن بوده‌اند تخلیه شده است. سنگ قبرهای آن نیز به گفته اهالی روستا توسط میراث فرهنگی جمع‌آوری شده است.